# Stipa metatoris
Stipa metatoris är en gräsart som beskrevs av Joy Everett och Surrey Wilfrid Laurance Jacobs. Stipa metatoris ingår i släktet fjädergrässläktet, och familjen gräs. Inga underarter finns listade i Catalogue of Life.